# Kanton Gennevilliers-Nord
Kanton Gennevilliers-Nord (fr. Canton de Gennevilliers-Nord) je francouzský kanton v departementu Hauts-de-Seine v regionu Île-de-France. Tvoří ho severní část města Gennevilliers.